# Czesław Meissner
Czesław Gorgoniusz Meissner (ur. 9 września 1879 w Emmowie [nazwa obowiązująca w latach 1815–1918 w zaborze pruskim, obecnie Rzepiszyn], zm. 29 maja 1950 w Poznaniu) – polski lekarz, polityk II RP, powstaniec wielkopolski.

## Życiorys

### Wykształcenie
Był synem ziemianina Wojciecha Meissnera, uczestnika powstania styczniowego, i Kazimiery z Hundtów. Jego braćmi byli Alfred F.S. Meissner i Mieczysław Meissner.
W 1899 otrzymał świadectwo maturalne w Gimnazjum św. Marii Magdaleny, studiował następnie w Greifswaldzie oraz na Uniwersytecie Ludwika i Maksymiliana w Monachium, gdzie w 1905 uzyskał stopień doktora.

### Działalność do 1914
Po zakończeniu nauki zamieszkał w Poznaniu, gdzie rozpoczął prowadzenie prywatnej praktyki lekarskiej. Zaangażował się wówczas w działalność polityczną i społeczną, przystępując do Stronnictwa Narodowo-Demokratycznego, a od 1907 także do Ligi Narodowej. Zasiadał także w zarządzie głównym i radzie głównej Towarzystwa Czytelni Ludowych, pomagał także w działalności Polskiego Towarzystwa Gimnastycznego „Sokół”. Kontynuował jednocześnie działalność naukową, pisał artykuły z zakresu bibliotekarstwa i organizacji uniwersytetów ludowych.

### I wojna światowa
W 1914 został powołany jako lekarz do armii niemieckiej, służył w niej do początku listopada 1918. W latach 1916–1918 wchodził w skład Tajnego Międzypartyjnego Komitetu Obywatelskiego, współpracował z Centralną Agencją Polską w Lozannie.
Od października 1918 wchodził w skład Wydziału Wojskowego Centralnego Komitetu Obywatelskiego w Poznaniu. Na zebraniu poznańskiej Rady Ludowej wybrany został jej prezesem, następnie powołano go do Sekretariatu NRL i Wydziału Bezpieczeństwa. Był delegatem na Polski Sejm Dzielnicowy w Poznaniu w 1918 roku. Będąc prezesem Rady Ludowej w Poznaniu witał 26 grudnia 1918 Ignacego Paderewskiego. Po wybuchu powstania wielkopolskiego organizował polską administrację oraz zaopatrzenie oddziałów powstańczych. Na początku lutego 1919 należał do delegacji Komisariatu NRL i Dowództwa Głównego na rokowania polsko-niemieckie w Berlinie w przedmiocie zawarcia rozejmu. Reprezentował również powstańców w rozmowach delegacji i komisji alianckiej o sytuacji politycznej i wojskowej w Wielkopolsce.

### Okres międzywojenny
W 1919 w wyborach uzupełniających w Wielkopolsce do Sejmu Ustawodawczego uzyskał mandat poselski. Zasiadał w Klubie Sejmowego Związku Ludowo-Narodowego. Od kwietnia 1919 do maja 1920 pełnił funkcję prezesa wielkopolskich struktur rady głównej Stronnictwa Demokratyczno-Narodowego. Następnie do 1925 był wiceprezesem i członkiem zarządu wojewódzkiego ZLN, później do 1928 prezesem. Od 1928 do 1939 kierował zarządem okręgowym Stronnictwa Narodowego w Poznaniu, od 1935 zasiadał także w komitecie głównym partii. W latach 1930–1935 reprezentował endecję w Senacie.

### II wojna światowa i okres powojenny
W 1939 został powołany do wojska jako major lekarz i przydzielony do organizacji szpitali zapasowych. Przekroczył granicę z Węgrami, następnie pracował w szpitalu Nograd–Verder. W styczniu 1940 przedostał się do Paryża. Tam został mianowany pełnomocnikiem Ministerstwa Spraw Wojskowych ds. PCK. Po zajęciu Francji przez wojska niemieckie wyjechał do Wielkiej Brytanii, gdzie organizował szpitale i przychodnie lekarskie dla rodzin wojskowych oraz dom wypoczynkowy dla żołnierzy polskich. Działał we władzach Stronnictwa Narodowego. W 1942 opowiedział się po stronie grupy Mariana Seydy. W 1946 powrócił do Poznania, podejmując pracę w miejskim szpitalu.
Czesław Meissner pochowany jest na cmentarzu św. Jana Vianneya w Poznaniu. Był ojcem Wojciecha zakonnika-benedyktyna i lekarza.